# Локуста
Локуста (лат. Locusta, умрла у јануару 69.) била је Римљанка из доба Јулијевско-Клаудијевске династије, озлоглашена због свог познавања отрова.
Према античким историчарима, 54. године ју је царица Агрипина Млађа оптужила за саучесништво у тровању цара Клаудија. Године 55. је оптужена и осуђена на смрт због тровања друге особе. Чувши за то, Нерон је послао преторијанце да је извуку са губилишта и ангажовао ју је за тровање Клаудијевог сина Британика. Након тога јој је дао помиловање. Оно је укинуто када је на власт дошао нови цар, Галба, који је наредио њено погубљење. 